# Omphemetse Poo
Omphemetse Poo (23 de agosto de 1997) es un deportista de Botsuana que compite en atletismo. Ganó una medalla de plata en el Campeonato Mundial de Atletismo Sub-20 de 2016, en la prueba de 4 × 400 m.